# Victoria Lust
Victoria Lust, née le 2 mai 1989 à Luton, est une joueuse professionnelle de squash représentant l'Angleterre. Elle atteint le 12e rang mondial en juin 2019, son meilleur classement. Elle se retire du circuit professionnel en mars 2020.

## Palmarès

### Titres
- Monte-Carlo Squash Classic : 2016
- Granite Open : 2016
- Championnats d'Europe par équipes : 4 titres (2015, 2016[3], 2017, 2018)

### Finales
- Open du Texas : 2019
- Championnats du monde par équipes : 2 finales (2016, 2018)
- Championnats d'Europe par équipes : 2019